# Abruti de l'intelligentsia
Abruti de l’intelligentsia (en russe : russe : Интеллигентное бревно ; Intelligentnoe brevno) est une nouvelle d’Anton Tchekhov, parue en 1885.

## Historique
Abruti de l’intelligentsia est initialement publié dans la revue russe Le Journal de Pétersbourg, no 169, du 23 juin 1885, sous le pseudonyme A.Tchekhonte. 
La nouvelle est aussi traduite en français sous le titre Un soliveau cultivé.

## Résumé
Le lieutenant de cavalerie en retraite Arkhip Pomoiev reçoit une convocation signée du juge de Paix Chestikrykov pour coups et blessures sur la personne du paysan Grégoire Vlassov. Pomoiev ne prend pas au sérieux la convocation, car le juge est un ami et le parrain de son fils. Il s’y rend par curiosité et sur les conseils de son beau-frère.
Le juge est plus gêné que Pomoiev et, quand ce dernier fait un esclandre, il le prend en tête-à-tête dans une pièce à part et lui conseille de changer d’attitude : « Tu te crois toujours dans l’ancien temps, hein ? C’est Grégoire qu’il rosse et c’est à Grégoire d’aller en prison ! » Il lui ordonne de rester ici. On le jugera sans lui.
Le juge condamne Pomoiev à payer dix roubles de dommages à Grégoire. Le soir, Pomoiev se demande toujours pourquoi Grégoire n’a pas été condamné à la prison pour avoir osé porter plainte contre son maître.

## Édition française
- Un soliveau cultivé, traduit par Madeleine Durand et Edouard Parayre, Les Éditeurs Français Réunis, 1955, numéro d’éditeur 431.